# 186-та стрілецька дивізія (Полярна)
186-та стрілецька дивізія (Полярна) (186 сд Полярна) (рос. 186-я стрелковая дивизия (Полярная)) — військове з'єднання, стрілецька дивізія сухопутних військ Червоної армії, що існувала з 1941 до 1943 року.

## Історія з'єднання
186-та стрілецька дивізія (Полярна) сформована шляхом перейменування 1-ї Полярної стрілецької дивізії. Вела бої на мурманському напрямку по рубежу річки Західна Ліца. У листопаді 1941 року перекинута на кестеньгський напрямок, до станції Лоухі, де дивізія у складі Кемської оперативної групи зупинила наступ ворога і відкинула його на 14-15 кілометрів, зазнавши чималих втрат. Потім перекинута південніше, на станцію Масельська з метою ліквідації прориву наступаючих частин фінського 2-го армійського корпусу, і також втримала позиції.
У січні 1942 року діяла у складі Масельської оперативної групи (186-та, 289-та, 367-ма стрілецькі дивізії та 61-ша і 65-та морські стрілецькі бригади), що у взаємодії з Медвеж'єгорської оперативної групою (71-ша, 313-та стрілецькі дивізії і 1-ша лижна бригада у складі восьми батальйонів) у Медвеж'єгорській операції.
Потім повернулася на позиції під Кестеньгу, де з квітня 1942 року до перейменування вела оборонні бої місцевого значення.
26 червня 1943 перейменована на 205-ту стрілецьку дивізію.